# Antenna Sicilia
 (mai 2014).
Si vous disposez d'ouvrages ou d'articles de référence ou si vous connaissez des sites web de qualité traitant du thème abordé ici, merci de compléter l'article en donnant les références utiles à sa vérifiabilité et en les liant à la section « Notes et références ».
Antenna Sicilia est une chaîne de télévision régionale en Sicile fondée en 1979, avec 800 000 contacts quotidiens en moyenne (données de 2009). Propriété de la SIGE SpA qui édite le quotidien La Sicilia, dirigé par Mario Ciancio Sanfilippo. 